# Таркаева, Серафима Васильевна
Серафима Васильевна Таркаева (1905, Тас-Тюбе, Казахстан — неизвестно) — работница колхоза имени Куйбышева Джамбулского района Джамбулской области в Казахской ССР. Герой Социалистического Труда.

## Биография
Русской национальности, родилась в 1905 году на территории нынешнего Жамбылского района, одноимённой области в Казахстане. В 1930 году стала членом местной сельскохозяйственной артели «Колькайнар» в связи с коллективизацией сельского хозяйства. Позже артель была переименована в колхоз имени Куйбышева, где женщина продолжила работу свинаркой. Своим трудом Серафима Васильевна вошла в число ударников-стахановцев, была известным передовым животноводом за пределами Казахской ССР ещё во времена довоенного периода. Неоднократно принимала участие во Всесоюзной сельскохозяйственной выставке (ВСХВ).
В годы Великой Отечественной войны животновод оказала значительную помощь строительству танковой колонны для Красной Армии, передав средства из личных сбережений.
С 1950 года Таркаева работала заведующей свинотоварной фермы. В 1958 году вышла на пенсию. Дважды избиралась депутатом в состав Верховного Совета Казахской ССР 3-го созыва (1951—1955 гг.) и Джамбулского районного Совета депутатов трудящихся.

## Награды
- 23 июня 1948 год — Звание «Герой Социалистического Труда» с орденом Ленина и золотой медалью «Серп и Молот»
- 1940 и 1950 — медали Всесоюзной сельскохозяйственной выставки